# AIDAsol
L'AIDAsol è una nave da crociera costruita dalla Meyer Werft per Costa Crociere. È la quinta nave entrata nella flotta dopo AIDAdiva, AIDAbella, AIDAluna, e AIDAblu, e seguita da AIDAmar. È stata consegnata nel marzo 2010 e ha preso servizio ad aprile dello stesso anno. Ha una capacità di 2.174 passeggeri.